# Microcambeva barbata
Microcambeva barbata es una especie de peces de la familia Trichomycteridae en el orden de los Siluriformes.

## Morfología
• Los machos pueden llegar alcanzar los 2,6 cm de longitud total.

## Hábitat
Es un pez de agua dulce y de clima tropical.

## Distribución geográfica
Se encuentran en Sudamérica:  cuencas fluviales costeras de  Río de Janeiro y de Espírito Santo (Brasil).